# Dywizjon Ułanów Karpackich

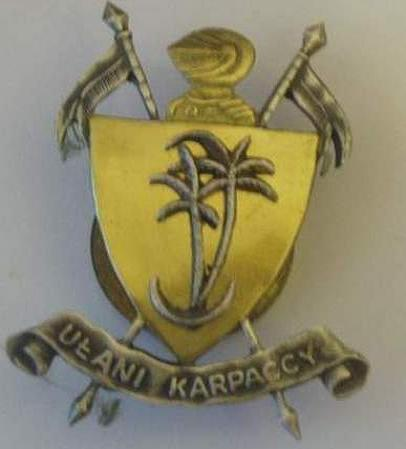
Odznaka pamiątkowa Pułku Ułanów Karpackich

Dywizjon Ułanów Karpackich – jednostka rozpoznawcza Brygady Strzelców Karpackich Polskich Sił Zbrojnych.
Sformowany w Syrii, w obozie na południe od Homs jako dywizjon rozpoznawczy przy Polskiej Brygadzie w Syrii. Od 29 maja 1940 zmienił nazwę na dywizjon ułanów Brygady Strzelców Karpackich. 30 czerwca 1940 przegrupował się do Palestyny. Zachował początkowo sprzęt i uzbrojenie francuskie, potem otrzymał brytyjskie. Rozkazem Naczelnego Wodza nr 29 z 5 lutego 1941, zachowując dotychczasową  strukturę organizacyjną, Dywizjon Ułanów Karpackich został przemianowany  na Pułk Ułanów Karpackich.

## Formowanie i zmiany organizacyjne
W grudniu 1939 roku gen. Władysław Sikorskiego i  dowódca Armii „Lewantu” gen. Maxime Weygand, ustalili, że na terytorium Syrii zostanie utworzona polska brygada piechoty typu górskiego. W składzie brygady miał znaleźć też dywizjon rozpoznawczy.
Na miejsce formowania Brygady Strzelców Karpackich wyznaczono obóz wojskowy położony niedaleko Homs. Dywizjon rozpoznawczy formowano na podstawie etatu konno-motorowego G.D.R.I. Etat przewidywał szwadron konny, szwadron motocyklistów, zmotoryzowany szwadron broni wsparcia oraz pluton ciężkich karabinów maszynowych i pluton przeciwpancerny. Dywizjon rozpoznawczy polskiej brygady miał być formowany bez szwadronu broni wsparcia. Formowanie dywizjonu rozpoznawczego kawalerii regulował rozkaz Naczelnego Wodza L.dz. 1858/40 z 2 kwietnia 1940 roku. Dowódcą dywizjonu mianowany został mjr Władysław Bobiński. 27 kwietnia do dywizjonu przybyło 20 pierwszych ułanów. 6 maja został wydany pierwszy rozkaz organizacyjny dywizjonu. W maju 1940 roku władze francuskie przekazały dywizjonowi 10 karabinów, 1 rkm i 1 ckm i 6 koni. 29 maja oficjalnie zmieniono nazwę dywizjonu na: dywizjon ułanów Brygady Strzelców Karpackich. Dywizjon rozpoczął kultywowanie tradycji dawnych pułków ułańskich. Na  nakryciach głowy i kołnierzach przyszywano czerwono−niebieskie proporczyki. Umundurowanie stanowiły koszule tropikalne z krótkimi rękawami i szorty, wełniane skarpety do kolan lub granatowe owijacze oraz roboczy mundur drelichowy i sweter. Nakryciem głowy były sukienne francuskie furażerki. Oficerowie umundurowani zostali w lekkie bawełniane frencze z kołnierzem wykładanym, spodnie bryczesy i długie buty lub sztylpy do trzewików. Na głowach nosili przyniesione z kraju rogatywki.

## Dywizjon w  Palestynie i Egipcie
20 czerwca gen. Władysław Sikorski wydał rozkaz przejścia wszystkich jednostek polskich na obszary kontrolowane przez Brytyjczyków. Będący w składzie Brygady Strzelców Karpackich dywizjon miał przegrupować się do Palestyny. 30 czerwca rzut kolejowy dywizjonu ułanów BSK przybył na stację kolejową w Samakh. W trakcie wyjazdu w szeregi dywizjonu przyjęto 4 żołnierzy Legii Cudzoziemskiej z 6 Pułku, a 40 innych przejechało granicę Syrii i Palestyny wraz z dywizjonem. 5 lipca został skierowany do Lyddy, a następnie do Latrun. Tam przystąpiono do rozbudowy dywizjonu. Plutony: ciężkich karabinów maszynowych, przeciwpancerny oraz moździerzy utworzyły 3 szwadron broni towarzyszącej. Wznowiono szkolenie motorowe i zorganizowano pluton łączności, drużynę pionierów oraz drużyny sanitarne szwadronów. W sierpniu i we wrześniu następowały dostawy brytyjskiej broni. Ponadto do dywizjonu przekazano ponad 300 koni typu angielskiego wraz z rzędami, w miejsce posiadanych 180 koni arabskich, które z kolei przekazano do dywizjonu artylerii i pułków piechoty. Dla ochrony przed upałem zaczęto nosić białe płócienne chusty, przyszyte z tyłu do furażerek. Dywizjon przekazał swoje armaty przeciwpancerne Brytyjczykom. W październiku dywizjon obsadził pozycje pod Aleksandrią na kierunku Mersa Matmh. Od 10 października prowadzono w dywizjonie szkolenie obu plutonów zwiadowców konnych ze składu pułków piechoty BSK. 9 listopada w dywizjonie wprowadzono jednolitą numerację. W miejsce dotychczasowego nazewnictwa, szwadrony otrzymały numery. Do dywizjonu docierali w dalszym ciągu ochotnicy z ewakuacji trasą "Bałkańską". Prowadzono szkolenie z zakresu jazdy konnej, motorowe, obsługi broni brytyjskiej. Pełniono służbę wartowniczą w obozach jeńców włoskich, przy składach, magazynach i stacjach pomp w rejonie Dekheilii i Mexu w pobliżu Aleksandrii. Równocześnie 12 stycznia 1941 roku gen. Stanisław Kopański wraz z dowództwem brytyjskim ustalił ostateczną formę organizacyjną Samodzielnej Brygady Strzelców Karpackich. Pomimo że etat brytyjski nie przewidywał istnienia pułku rozpoznawczego na szczeblu brygady, 5 lutego 1941 roku przekształcono dywizjon ułanów  w pułk ułanów Samodzielnej Brygady Strzelców Karpackich.

## Organizacja i obsada personalna dywizjonu
- Dowództwo
  - dowódca – mjr Władysław Bobiński (z 15 Pułku Ułanów Poznańskich)
- zastępcą dowódcy – rtm Stanisław Zakrzewski – (z 17 Pułku Ułanów Wielkopolskich, w kampanii wrześniowej dowódca szwadronu w 13 pułku ułanów wileńskich)
- kwatermistrz – kpt. int. Leon Kowalczyk
- lekarz – ppor. dr Janusz Moździerz
- lekarz weterynarii – por. Tadeusz Jachimowicz
- szwadron konny – rtm. Stanisław Kałusowski
- szwadron motocyklistów – rtm. Wiktor Zaniewski
- szwadron gospodarczy – rtm. Tadeusz Płoski
- szwadron broni towarzyszącej[a]– por. Antoni Kawecki (w kampanii wrześniowej oficer 7 pułku ułanów lubelskich)
  - pluton ckm
  - pluton moździerzy
  - pluton armat ppanc

W lipcu dywizjon wyposażony był w 169 koni, cztery muły, 17 motocykli, 1 samochód osobowy, 11 ciężarowych (półtoratonowych).
Na uzbrojeniu znajdowało się wtedy: 350 karabinów Berthier, 20 rkm Chauchat, 5 ckm Hotchkiss,  4 moździerze 82 mm Stokes-Brandt i 3 armaty ppanc. oficerowie posiadali 35 rewolwerów i pistoletów.
6 sierpnia 1940 dywizjon otrzymał symboliczny przydział broni angielskiej: 1 ckm, 25 karabinków, 4 pistolety kal. 7,65, 100 szabel oraz 300  angielskich koni wraz z rzędami
Organizacja według etatu brytyjskiego (konna)
- dowództwo
- szwadron dowodzenia z plutonem łączności i drużyną pionierów
- dwa szwadrony konne z  plutonem ckm i drużyną moździerzy
- szwadron motorowy  z plutonem armat ppanc

We wrześniu 1940 było w dywizjonie 20 oficerów i 446 szeregowych. Broń angielska zaczęła zastępować francuską. Otrzymano 360 karabinów Lee-Enfield i 410 bagnetów. Na każdą drużynę przypadał 1 rkm oraz 1 pistolet maszynowy Thompson.